# كونراد كيلي
كونراد كيلي (بالإنجليزية: Conrad Keely)‏ هو مغني أمريكي، ولد في 15 مايو 1972 في إنجلترا في المملكة المتحدة.

## وصلات خارجية
- الموقع الرسمي
- كونراد كيلي على موقع ميوزك برينز (الإنجليزية)
- كونراد كيلي على موقع أول ميوزيك (الإنجليزية)
- كونراد كيلي على موقع ديسكوغز (الإنجليزية)